# Château de Caccuri
Le château de Caccuri  est situé dans la commune de Caccuri (province de Crotone en Calabre),.
C'était la résidence de nobles seigneurs féodaux tels que les Ruffo, Cavalcanti et Barracco.

## Historique

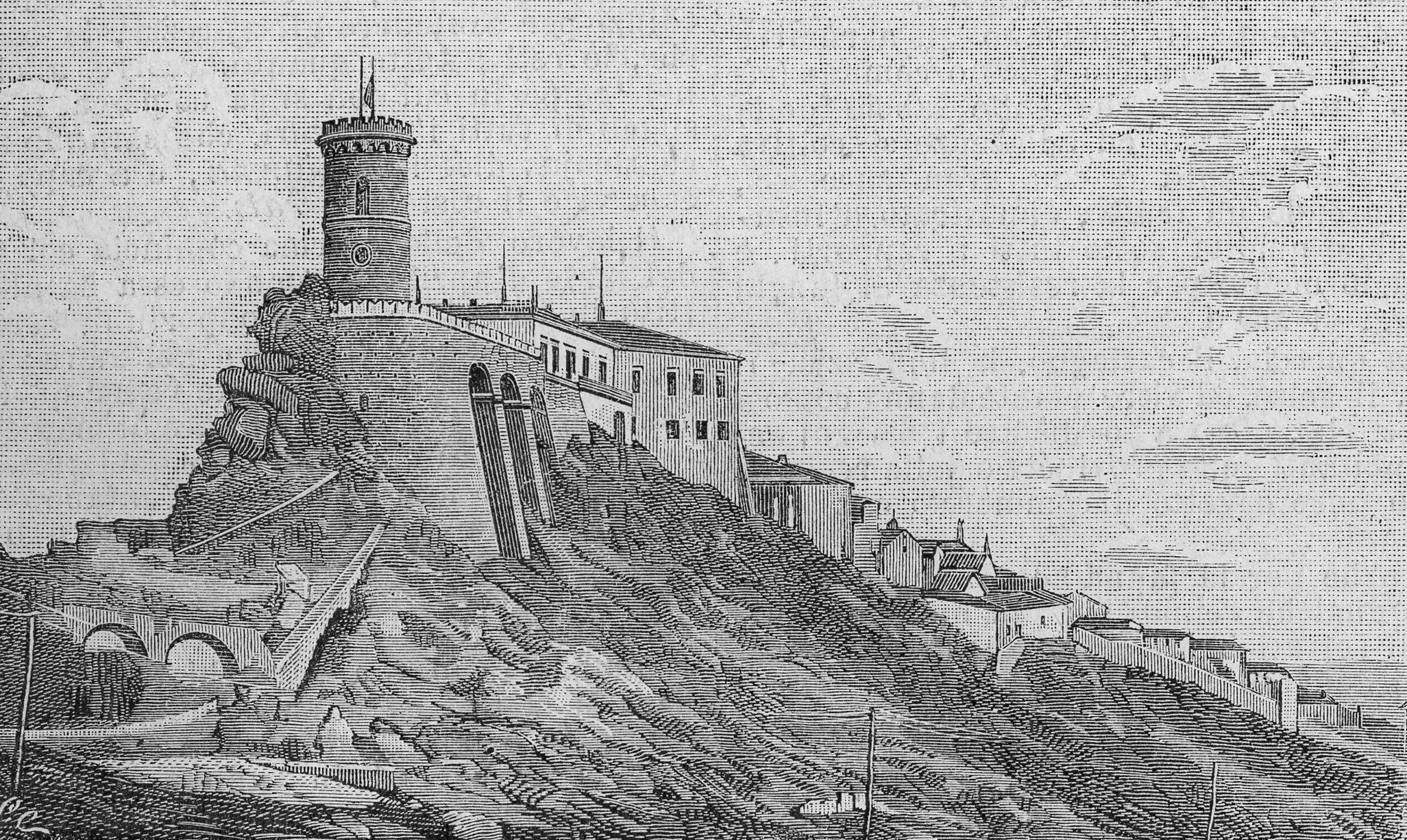
Le château (gravure sur bois).

Il a été construit au VIe siècle par les Byzantins comme fort militaire pour contrôler les possessions de la vallée du fleuve Neto ; il fut ensuite de plus en plus modifié au fil du temps par les différents seigneurs féodaux. Parmi les premiers seigneurs féodaux attestés figurent Enrico et Matteo De Riso de Messine, dont les héritiers décidèrent de céder le fief aux comtes Ruffo de Montalto avec lesquels le château commença à être connu même au-delà des frontières du royaume de Naples puisque, Polissena Ruffo, veuve du chevalier français Giacomo di Mailly (it), fut donnée en mariage par la reine au fils de dix-sept ans de Giacomo Attendolo, Francesco Sforza. De son mariage avec le duc de Milan naît une seule fille, Antonia. L'union ne dura cependant pas longtemps, puisque Polissena et sa fille Antonia furent assassinées, peut-être sur ordre de sa tante Novella. Bien que Francesco Sforza ait perdu le droit au fief de Ruffo, à Caccuri il trouva ses collaborateurs les plus valables dans les Simonetta : Angelo, Giovanni et surtout Cicco Simonetta, qui devint son régent au moment de sa mort et fut assassiné à Pavie par Ludovic Sforza.
Plus tard, après la famille Cimino, les ducs Cavalcanti, barons de Gazzella, acquièrent le fief en 1651. Don Antonio Cavalcanti est responsable d'une grande partie de ce qui est visible aujourd'hui dans le château, où ses descendants résidèrent de manière permanente pendant deux siècles. C'est à cette époque que fut construite la Cappella Gentilizia del palazzo, parallèlement à la Chapelle S. Domenico de l'Abbaye S. Maria del Soccorso, également à Caccuri, toutes deux enrichies de trésors d'art pour chanter la gloire de la famille des mécènes.
Les derniers seigneurs féodaux du XIXe siècle furent les barons de Barracco, parmi lesquels Guglielmo établit sa résidence à Caccuri et fit construire la splendide tour sur le ravelin du château par l'architecte Adolfo Mastrigli en 1882. La Tour Mastrigli est le symbole des armoiries communales de Caccuri et rend le village reconnaissable même de loin.